# Cal Poncell-Castelltort
Cal Poncell-Castelltort és un edifici del municipi d'Igualada (Anoia). Forma part de l'Inventari del Patrimoni Arquitectònic de Catalunya.

## Descripció
És un edifici de principis de segle de tres plantes d'alçada on els elements compositius configuren a la vegada la decoració, centrant-se sobretot a la planta baixa i al primer pis donant un sentit ascensional al conjunt. Les dues portades, avui convertides en un petit comerç, s'obren en dos arcs escarsers fets de pedra llisa. Al primer pis dues finestres amb balconada segueixen el ritme ascendent i simètric. Destaca l'acabament fet amb totxo cuit que fa datar l'edifici dins els finals del primer Modernisme a Igualada.

## Història
La família Poncell, propietaris també de la impremta Poncell del Passeig Verdaguer, construeixen aquest edifici per a instal·lar-hi una botiga de comestibles i una llibreria, alhora també com a habitatge. Les obres no es van acabar. Avui encara es pot observar la façana inacabada, i a l'interior queda el segon pis per obrar.